# Ernest Shackleton

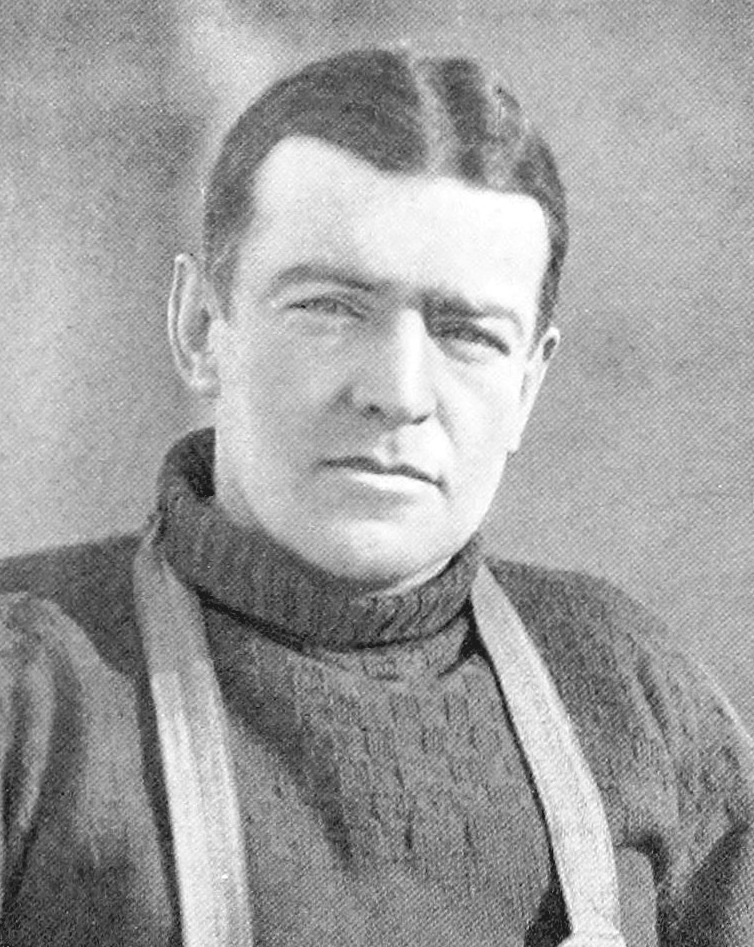
Ernest Shackleton

Sir Ernest Henry Shackleton, Kt.,  giành các huân chương CVO, OBE (15 tháng 2 năm 1874 – 5 tháng 1 năm 1922) là một nhà thám hiểm người Ireland gốc Anh. Sinh ra ở Kilkea, Ireland, Shackleton dẫn đầu bốn cuộc thám hiểm đến châu Nam Cực và được phong tước hầu vì về thành tích đi về phía Nam nhiều lần hơn những người cùng thời với ông trên con tàu Nimrod. Ông cũng tranh cử vào nghị viện nhưng không thành công và ông kinh doanh để kiếm tiền trở lại Nam Cực.
Shackleton muốn trở thành người đầu tiên đi ngang qua Nam Cực bằng chân. Vào tháng 8 năm 1914, Shackleton bắt đầu hành trình từ Anh trên chiếc tàu Endurance với 29 người đàn ông khác. Vào tháng 12, chiếc tàu Endurance tiến tới biển Weddell. Thời tiết rất tồi tệ, băng tuyết ở khắp nơi. Vào tháng 1, con tàu bị kẹt trong băng. Họ dùng lương thực dự trữ để chờ băng tan, và sống như vậy trong nhiều tháng. Tháng 8 năm 1915, những tảng băng bắt đầu di chuyển chậm lại, va vào mạn con tàu Endurance trong hai tháng. Ngày 21 tháng 11, con tàu Endurance vỡ và chìm vào đại dương. Tháng 4 năm 1916, sau hơn một năm sống trên băng, Shackleton và một vài người trong số những người đi theo lấy con thuyền nhỏ để đi tìm đất liền. Sau nhiều ngày lênh đênh trên biển với nhiều sự phiêu lưu, họ trở lại vào tháng 8 năm 1916. Tất cả đều còn sống và an toàn. Chuyến đi của Shackleton kéo dài đúng hai năm.